# Michael Dickerson
Pour les articles homonymes, voir Dickerson.
Michael DeAngelo Dickerson (né le 25 juin 1975 à Greenville) est un ancien joueur américain de basket-ball des Rockets de Houston et des Vancouver/Grizzlies de Memphis en NBA. Il est le cousin de l'ancien joueur David Wesley.

## Biographie
Arrière d'1,95 m, il débute au lycée « Decatur » à Federal Way, Washington. Il est sélectionné au 14e rang de la draft 1998 à sa sortie de l'université d'Arizona, il commence sa carrière lors de la saison 1998-1999 tronquée par le lockout,. Il est nommé dans la All-Rookie Second Team. Il est transféré au bout d'une saison aux Grizzlies de Vancouver en échange de Steve Francis, après que Francis ait demandé à être transféré car il ne voulait pas jouer pour une équipe canadienne.
Il dispute 82 matchs avec les Grizzlies en 1999-2000, avec des moyennes de 18,2 points, 3,4 rebonds, 2,5 passes décisives et 1,41 interceptions par match. Après la relocalisation des Grizzlies à Memphis, Tennessee, il ne dispute que dix matchs lors des deux saisons suivantes.
Il est évincé par les Grizzlies en 2003 et met un terme à sa carrière à cause de blessures dont il ne pouvait se remettre. Il est invité au training camp par les Cavaliers de Cleveland en 2008, mais n'est pas retenu. Il a réalisé des moyennes de 15,4 points, 2,9 rebonds et 2,6 passes décisives par match en 212 rencontres. Depuis sa retraite, il a voyagé en Inde et au Tibet.